# Bruel
El bruel eurasiàtic, bruel, passaforadí, reiet o reietó cellablanc a les Balears i safranet, reiet, reiet coronat o reiet safraner al País Valencià (Regulus ignicapilla) és una espècie d'ocell de la família dels regúlids(Regulidae). És centreeuropeu i mediterrani, i abunda als Pirineus. També n'hi ha a l'Àfrica del Nord i a Madeira. El seu estat de conservació es considera de risc mínim.
És molt semblant al reietó pel color i els costums, i un dels ocells més petits de tot Europa. Fa uns 9 cm de llargada total. Es diferencia del reietó per les dues ratlles, l'una blanca i l'altra negra, que té a la cara. Té el dors verd i el ventre blanc groguenc.
És comú als grans boscos i també en vegetació baixa, matolls a prop dels rius, etc. A l'hivern encara s'escampa més, fins i tot ocupa els jardins. És arborícola i parcialment migratori (les poblacions septentrionals i orientals acostumen a hivernar al sud de la seua àrea de distribució). És bastant confiat i s'alimenta anant amunt i avall per les branques picant petits artròpodes i emetent un reclam molt agut. A l'estat espanyol té protecció legal.
N'hi ha en molts llocs de la península Ibèrica. Fa un niu amb molsa i teranyines a les branques dels arbres i segueix una fenologia reproductiva pràcticament idèntica a la del reietó, potser amb la diferència que els 5-12 ous, els pon al maig-juliol.

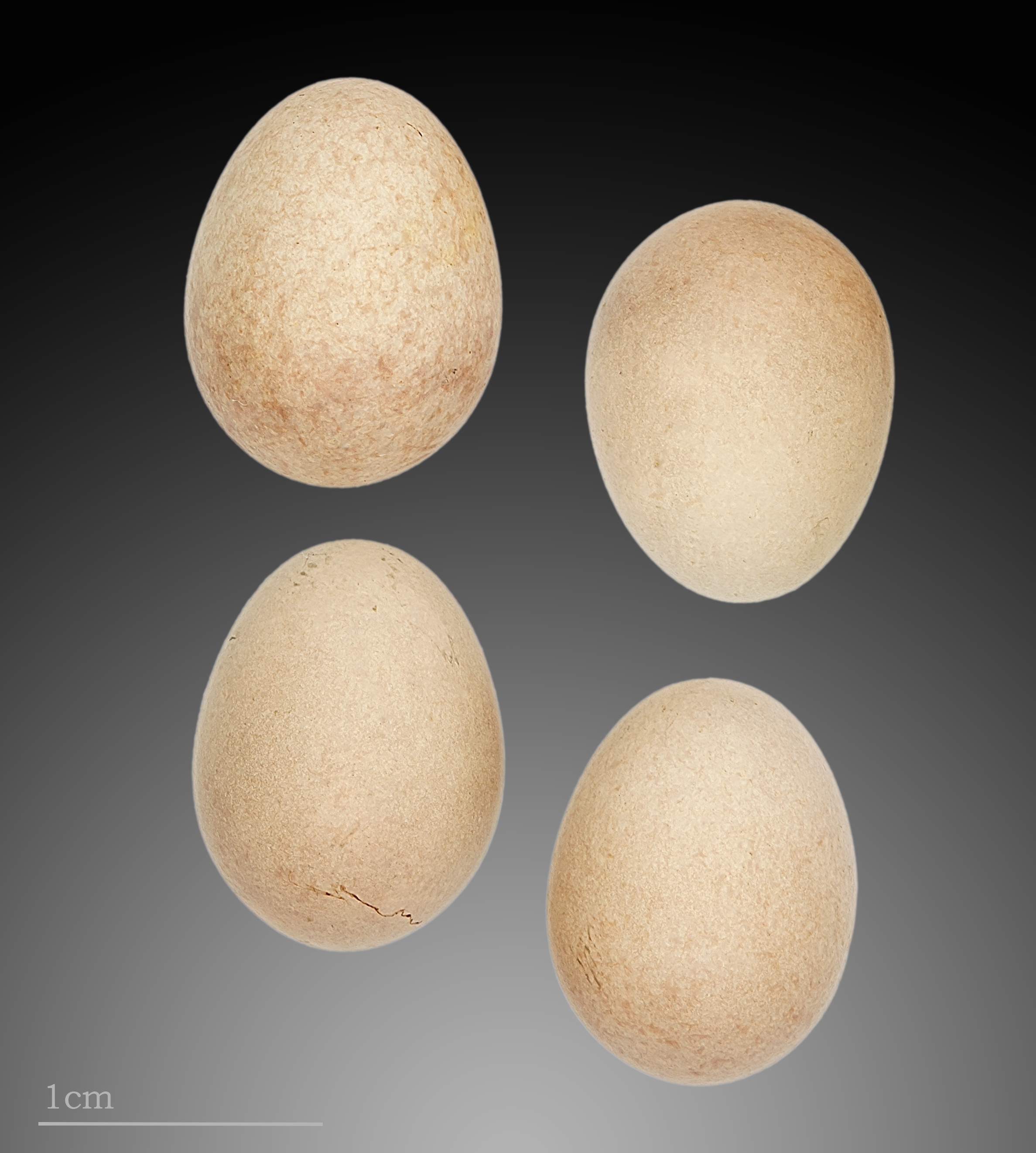
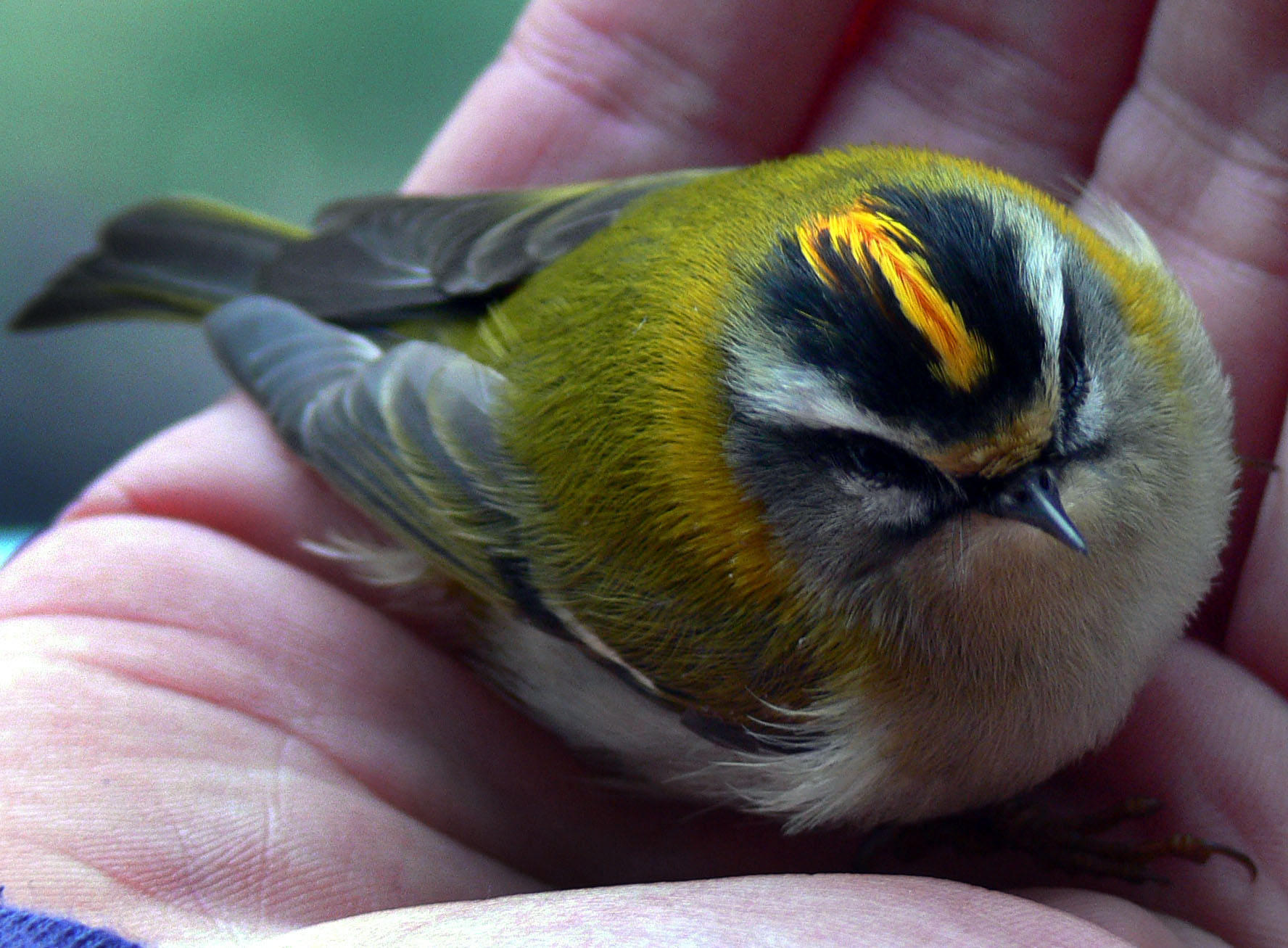
Reietó cellablanc fotografiat a Lilla (França)
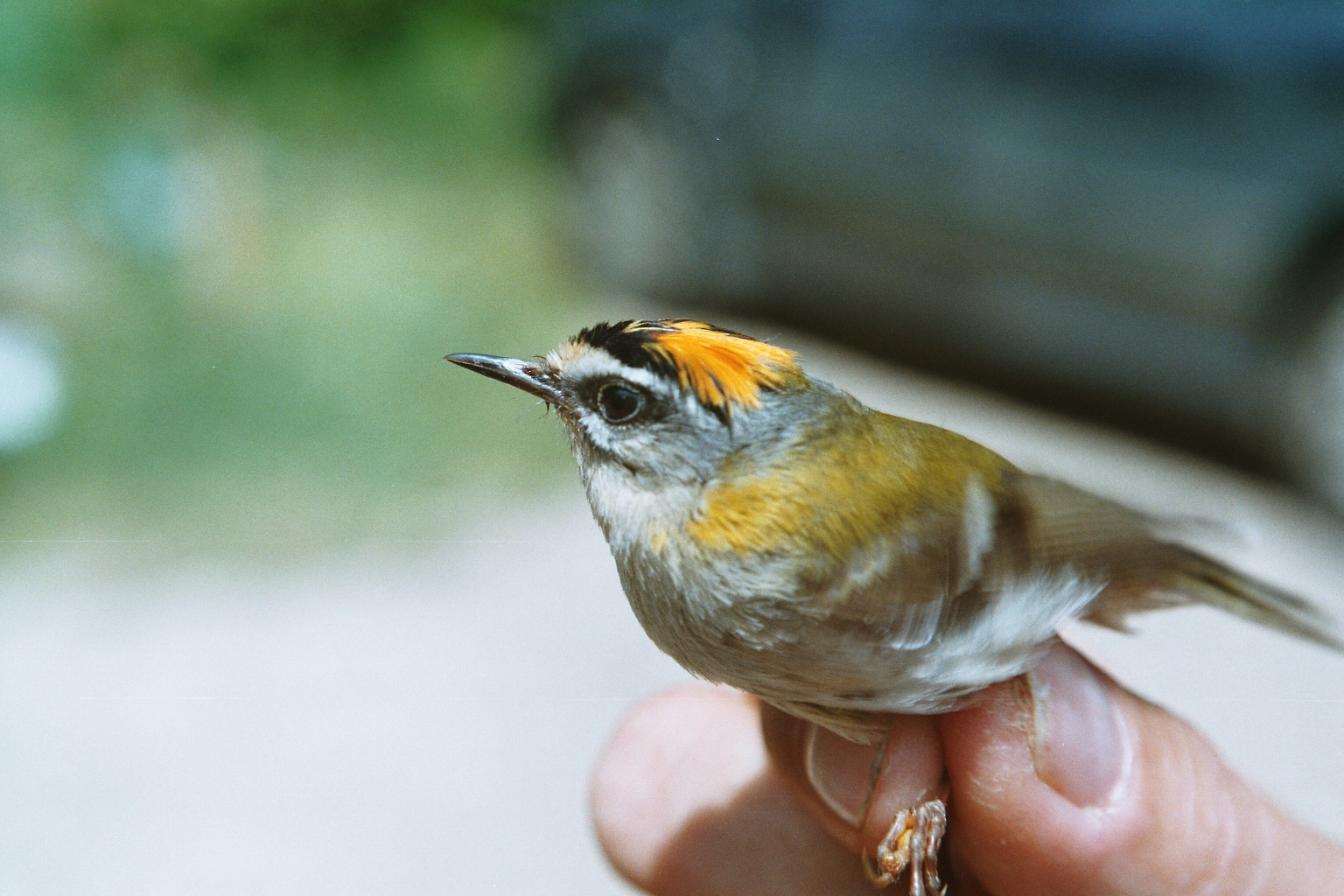
Bruel fotografiat a la República Txeca